# ويليام بي. بيكر
ويليام بي. بيكر هو شخصية أعمال وفلاح وسياسي أمريكي، ولد في 14 يونيو 1940 في أوكلاند في الولايات المتحدة. نشط حزبياً في الحزب الجمهوري.

## مناصب
- في انتخابات مجلس النواب الأمريكي 1992 [الإنجليزية]‏، انتخب عضو مجلس النواب الأمريكي [الإنجليزية]‏ عن دائرة California's 10th congressional district [الإنجليزية]‏ وقد انضم خلال فترته النيابية [الإنجليزية]‏ (5 يناير 1993 – 3 يناير 1995) للكتلة البرلمانية الحزب الجمهوري.
- في انتخابات مجلس النواب الأمريكي 1994 [الإنجليزية]‏، انتخب عضو مجلس النواب الأمريكي [الإنجليزية]‏ عن دائرة California's 10th congressional district [الإنجليزية]‏ وقد انضم خلال فترته النيابية [الإنجليزية]‏ (4 يناير 1995 – 3 يناير 1997) للكتلة البرلمانية الحزب الجمهوري.
- انتخب عضو جمعية ولاية كاليفورنيا  [لغات أخرى]‏ (1981 – 1993).
- انتخب عضو مجلس النواب الأمريكي [الإنجليزية]‏ (3 يناير 1993 – 3 يناير 1997).